# Dammtjärnarna, Värmland
Dammtjärnarna är en sjö i Torsby kommun i Värmland och ingår i Glommas huvudavrinningsområde.